# ریموند کاستیلوکس
ریموند کاستیلوکس (انگلیسی: Raymond Castilloux; ۲۳ نوامبر ۱۹۳۴ – ۲۴ سپتامبر ۲۰۱۰) دوچرخه‌سوار اهل کانادا بود. وی در بازی‌های المپیک تابستانی ۱۹۶۴ شرکت کرده است.